# 史祥
史 祥（し しょう、生没年不詳）は、隋の軍人。字は世休。朔方郡の出身。本貫は建康郡表氏県。

## 経歴
史寧の子として生まれた。若くして文武に才幹があった。北周に仕えて太子車右中士となり、父の功績により武遂県公に封じられた。隋の文帝が即位すると、儀同に任じられ、領交州事をつとめ、陽城郡公に爵位を進めた。史祥は交州において善政で知られた。数年後、驃騎将軍の号を受けた。589年（開皇9年）、隋軍が南朝陳に大挙して南征すると、史祥は宜陽公王世積の下で従軍した。水軍を率いて九江道に進出し、先鋒として陳軍と合戦して撃破し、進軍して江州を攻め落とした。文帝の賞賛を受けて、位を上開府に進めた。ほどなく蘄州総管に任じられ、まもなく左領左右将軍の号を受けた。後に行軍総管として晋王楊広の下で突厥討伐に従軍し、霊武で突厥軍を破った。右衛将軍の号を受けた。
仁寿年間、史祥は兵を率いて弘化に駐屯し、突厥の侵攻に備えた。楊広が皇太子となると、史祥は楊広と書簡をやりとりして、親しく待遇された。
604年（仁寿4年）、煬帝（楊広）が即位し、漢王楊諒が挙兵して叛くと、楊諒の部将の綦良が滏口から黎陽におもむいて白馬津を要塞化し、余公理が太行から河内に南下した。史祥は行軍総管となり、河陰に軍を駐屯させたが、長らく軍を渡河させることができなかった。史祥は余公理が軽はずみで謀略に弱いと見て取り、攻城具を準備するよう軍中に命じた。余公理は諜者によってこれを知り、河陽の内城に兵を駐屯させて史祥の攻城に備えた。史祥が黄河南岸に船を艤装させると、余公理は武装兵を集めてこれに対応させた。史祥が精鋭を選抜して下流から黄河を渡らせようとすると、余公理は兵を率いてこれをはばんだ。史祥が須水に達し、両軍が対峙すると、余公理の戦列が整っていないのをみて、ようやく攻撃を仕掛け、これを撃破した。さらに史祥は東方の黎陽に赴いて綦良らと対峙したが、綦良が戦う前に逃走したため、これを追撃して1万人あまりを殺した。史祥は上大将軍に位を進め、太僕卿に転じた。
ほどなく鴻臚卿に転じた。607年（大業3年）、突厥の啓民可汗が入朝を求めると、煬帝は史祥を派遣して応接させた。608年（大業4年）、史祥は吐谷渾に対する遠征に従軍し、兵を率いて間道から吐谷渾を攻撃して破った。位を左光禄大夫に進めた。610年（大業6年）、左驍衛大将軍となった。612年（大業8年）、高句麗遠征において、史祥は蹋頓道に進出し、高句麗軍に敗れて撤退した。このため官爵を剥奪されて民とされた。まもなく燕郡太守に任じられ、高開道の反乱軍に包囲された。史祥は病と称して事務を見なかった。城が陥落すると、高開道は史祥を礼遇した。高開道と羅芸が講和したため、史祥は涿郡に送られ、塗で死去した。
子に史義隆があり、永年県令をつとめた。

## 伝記資料
- 『隋書』巻63 列伝第28
- 『北史』巻61 列伝第49